# Parafia Matki Boskiej Bolesnej w Limanowej
Parafia Matki Boskiej Bolesnej w Limanowej – parafia rzymskokatolicka, należąca do dekanatu limanowskiego w diecezji tarnowskiej, będąca pierwszą parafią na terenie Limanowej. Parafia mieści się w centrum miasta przy ul. Jana Pawła II nr 1. 
Do parafii należą wierni z część miasta Limanowa oraz miejscowości: Lipowe, Mordarka, Sowliny (część) i Stara Wieś. Opiekę nad nią sprawują księża diecezjalni.
Odpust parafialny obchodzony jest w piątek przed Niedzielą Palmową (dawne święto Matki Bożej Bolesnej) oraz w czwartą niedzielę czerwca (jako pamiątka rekoronacji Piety z 1983 roku), zaś w dniach 15-22 września jest obchodzony Wielki Odpust Maryjny (jako pamiątka koronacji Piety z 1966 roku; 15 września jest obchodzone liturgiczne wspomnienie Matki Bożej Bolesnej). W niedzielę po zakończeniu Wielkiego Odpustu ma miejsce uroczysta i barwna procesja do Kaplicy Łaski, gdzie rozpoczął się kult Pani Limanowskiej. Ostatni odpust w Limanowej jest obchodzony w pierwszą niedzielę października, kiedy to w Limanowej oddaje się cześć Matce Bożej Różańcowej (jest to najstarszy odpust). 
Proboszczem parafii jest od 2010 ks. prałat Wiesław Piotrowski. 

## Historia
Pierwsza parafia w Limanowej powstała w roku 1513. Założona została przez Achacego Jordana herbu Trąby na jego ziemiach. Był on również fundatorem pierwszego drewnianego kościoła, konsekrowanego w 1558 przez biskupa Andrzeja z Pilzna. 
Zanim parafia otrzymała za patronkę Matkę Boską Bolesną, jej patronami byli: św. Mikołaj, św. Walenty i św. Wawrzyniec.
W początkach parafia limanowska administrowana była przez zakon Marków - kanoników regularnych kierujących się regułą św. Augustyna). Potem administrację nad parafią przejęła diecezja krakowska. Od roku 1786 w którym to utworzona została diecezja tarnowska, parafią kierują księża diecezji tarnowskiej. 
W roku 1892 limanowska parafia została stolicą dekanatu.

## Kościół
Pierwszy drewniany kościół spłonął w 1769, podczas pożaru miasta. Na jego miejsce zbudowano nową drewnianą świątynię, która przetrwała do roku 1909, kiedy to została rozebrana w celu udostępnienia placu pod budowę kolejnego kościoła, który przetrwał do dziś.
W latach 1911–1918 ówczesny proboszcz limanowski ks. prałat Kazimierz Łazarski wybudował nową świątynię z powszechnego w tamtym rejonie (piaskowca) według projektu architekta Zdzisława Mączeńskiego. Konsekracja kościoła odbyła się 6 października 1921, przez biskupa tarnowskiego Leona Wałęgę.
W dwusetną rocznicę pierwszej polskiej konstytucji, papież Jan Paweł II podniósł limanowski kościół do rangi bazyliki mniejszej.
Obecnie bazylika w Limanowej jest sanktuarium, w którym szczególną czcią otaczana jest figura Piety Limanowskiej.